# 1780
Cette page concerne l'année 1780  du calendrier grégorien. Pour l'année 1780 av. J.-C., voir 1780 av. J.-C.
L'année 1780 est une année bissextile qui commence un samedi.

## Événements
- 1er janvier : début du règne de Kōkaku, empereur du Japon (fin en 1817)[1].
- 29 janvier : début de la parution du premier journal aux Indes, la Hicky's Bengal Gazette (en)[2].

- Juillet, Inde : le sultan de Mysore Haidar Alî envahit le Carnatic et met le siège devant Madras où Munro, le vainqueur de la bataille de Buxar, est battu[3]. 
  - Le nabab d’Arcot, qui a bénéficié d’importants investissements de la part des Britanniques, est pressé par eux de les honorer ; c’est pourquoi il se livre au pillage des terres de Mysore, ce qui déclenche la deuxième guerre britannico-mysoréenne.
  - Haidar Alî comprend que seule une vaste alliance entre Hindous et Musulmans peut chasser les Britanniques. Il négocie avec les Français et l’escadre du bailli de Suffren est annoncée dans l’océan Indien.

- 3 août, Guerres anglo-marathes : les Britanniques prennent Gwâlior[4].

- 10 septembre : défaite britannique à la Bataille de Pollilur[3].

- 31 octobre : Haidar Alî prend Arcot[5].

### Amérique
- 2 - 12 mars : siège de Fort Charlotte devant Mobile[6].
- 14 mars : les Espagnols prennent le fort de Mobile, dernier fort britannique sur le Mississippi[7].

- 17 avril : bataille navale de la Martinique[6].

- 2 mai : Rochambeau et son corps expéditionnaire de 5 000 hommes quittent Brest et traversent l’Atlantique[8].

- 12 mai : Charleston, en Caroline du Sud, est prise par les troupes britanniques[3].

- 29 mai : bataille de Waxhaws[3].

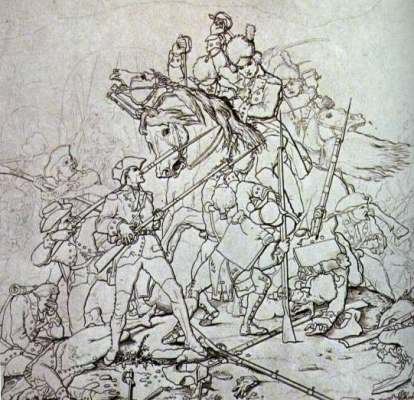
29 mai : Waxhaw massacre

- 11 juillet : l'escadre du Chevalier de Ternay entre dans la rade de Newport[3]. Rochambeau débarque avec les régiments du roi de France qu'il commande pour aider les insurgents américains.

- 16 août : bataille de Camden, en Caroline du Sud[3]. Victoire des forces britanniques de Charles Cornwallis sur les insurgents de Horatio Gates.

- 7 octobre : victoire américaine à la bataille de King's Mountain[3].
- 10 - 16 octobre : le Grand ouragan passe sur les Antilles, faisant plus de 22 000 morts[9].

- 4 novembre : Condorcanqui, fils d’un cacique de Tinta (es), prend le nom de Túpac Amaru II, se proclame Inca et prend la tête de la révolte des Indiens au Pérou. Il s’empare d’un corregidor qu’il fait exécuter (4 octobre). Après avoir battu une milice près de Cuzco le 18 novembre, il est défait par les troupes du visitador Arreche, incarcéré et condamné à mort (1781)[10].

### Europe
- 1er janvier[11] : premier numéro du Nouvelliste magyar (Magyar Hirmondo), premier journal en hongrois, édité par Mathieu Rat, qui parait à Presbourg deux fois par semaine à 500 exemplaires[12].

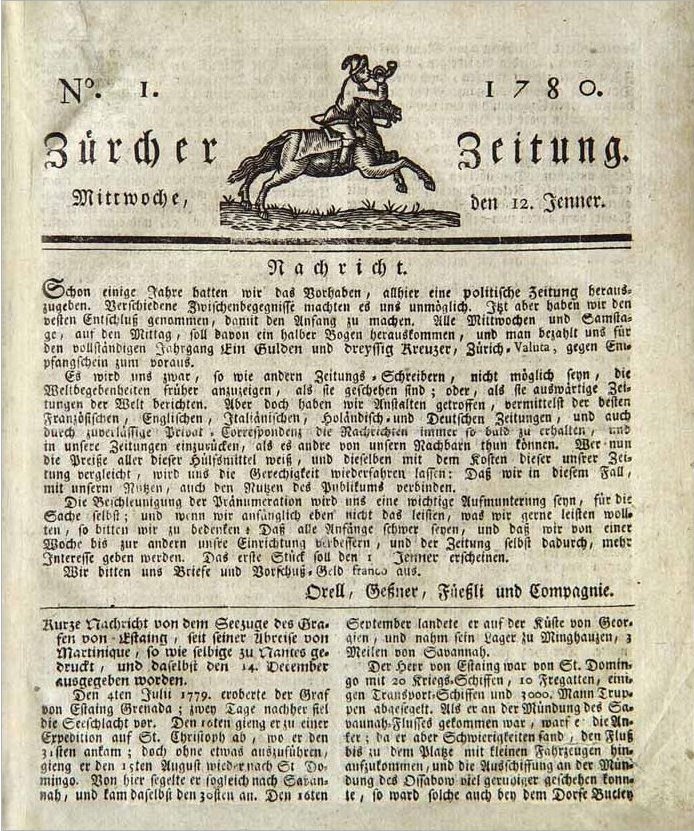
12 janvier : premier numéro du Zürcher Zeitung.

- 12 janvier : premier numéro du Zürcher Zeitung (journal zurichois), de Salomon Gessner[13].

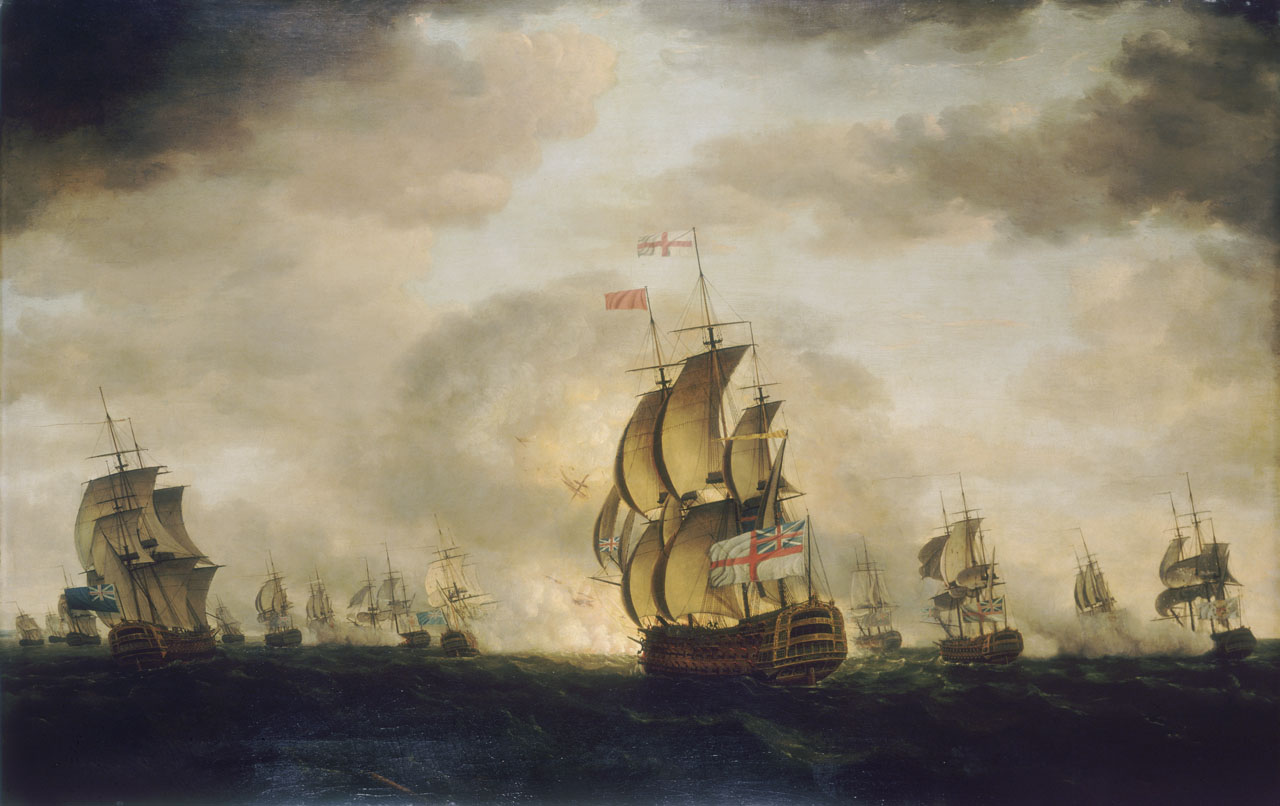
16 janvier : bataille de Cap Saint Vincent

- 16 - 17 janvier : bataille navale de Cap Saint Vincent, au large du Portugal. Victoire des britanniques de l'amiral George Brydges Rodney sur une escadre espagnole commandée par Juan de Lángara[3].

- 10 mars (28 février du calendrier julien) : « Neutralité armée » de la Russie dans le conflit entre la Grande-Bretagne et ses colonies américaines. Formation d’une ligue des neutres entre la Russie, la Suède et le Danemark, rejoints par le Portugal[14].

- 6 avril : la « Résolution de Dunning » est adopté par le Parlement britannique, selon laquelle « le pouvoir du roi a augmenté, est en train d’augmenter et doit être réduit »[15].
- 16 avril : l'Université de Münster (Westfälische Wilhelms-Universität, WWU) est inaugurée[16].
- Avril : création au Royaume-Uni, sur l'initiative du major John Cartwright, d’une Société pour la réforme constitutionnelle (Society for Constitutional Information) qui préconise le suffrage universel masculin et les parlements annuels[17].

- 2 - 10 juin : Gordon Riots[18]. Émeutes anti-catholiques à Londres, provoquant des dégâts très importants.
- 7 juin (27 mai du calendrier julien) : rencontre de Catherine II de Russie et de Joseph II d’Autriche à Moghilev[19].
- 20 juin : accords frontaliers entre la France et l’évêché de Bâle[20].

- 9 août : victoire franco-espagnole sur la flotte britannique à la deuxième bataille du cap Saint-Vincent[21].
- 30 août, Espagne : création de bons du Trésor, les vales reales, véritable monnaie de papier[22].

- 6 septembre - 18 octobre : élections générales au Royaume-Uni[23].

- 2 octobre : ouverture de la diète à Varsovie. Les troupes russes évacuent la Pologne[24]. Stanislas Poniatowski peut affermir son pouvoir. Un Parti du roi se constitue, qui regroupe des politiciens expérimentés. Des chancelleries royales, articulées sur les départements du Conseil permanent, sont organisées[25].

- 29 novembre : à la mort de Marie-Thérèse, son fils Joseph II devient roi de Hongrie et de roi de Bohême. Il est désormais le seul maître de la politique autrichienne (fin en 1790)[26]. Il souhaite imposer une véritable révolution, réalisant l’idéal du despote éclairé. Il publiera plus de 6 000 décrets et plus de 11 000 lois en dix ans.

- 20 décembre : les Provinces-Unies refusent d’appliquer les clauses militaires de leurs traités d’alliance avec la Grande-Bretagne et décident d’adhérer à la Ligue des neutres. Finalement, la Grande-Bretagne leur déclare la guerre (Quatrième guerre anglo-néerlandaise 1780-1784)[3].

## Naissances en 1780
- 14 janvier : François-Joseph Dizi, harpiste belge († novembre 1840).
- 18 janvier : Giuseppe Patania, peintre italien († 23 février 1852).
- ? janvier : William Henry Fitton géologue britannique († 13 mai 1861).
- 11 février : Karoline von Günderode, poétesse romantique allemande († 26 juillet 1806).

- 12 février : Éléonor-Zoa Dufriche de Valazé, général français († 26 mars 1838).
- 15 février : Alfred Edward Chalon, peintre suisse († 3 octobre 1860).
- 18 février : Alexeï Venetsianov, peintre de scènes de genre russe († 16 décembre 1847).

- 7 mars : Pierre-Jacques de Potier, général français († 2 mai 1840).

- 11 avril : Jean-Marie Léon Dufour, médecin et naturaliste français († 18 avril 1865).
- 16 avril : Erik Wilhelm le Moine, peintre suédo-finlandais († 6 mai 1859).
- 29 avril : Charles Nodier, écrivain français († 27 janvier 1844).

- 20 mai : Bernardino Rivadavia, homme politique espagnol puis argentin († 2 septembre 1845).

- 11 juin : Bernhard von Lindenau, avocat, astronome, homme politique et collectionneur d'art allemand († 21 mai 1854).

- 18 août : Christian Wilhelm von Faber du Faur, juriste, militaire et peintre allemand († 6 février 1857).
- 25 août : Louis Étienne Watelet, peintre paysagiste français († 21 juin 1866).
- 29 août : Jean Auguste Dominique Ingres, peintre français († 14 janvier 1867).

- 2 septembre : Goswin de Stassart, homme d'État et écrivain belge († 16 octobre 1854).
- 8 septembre : Jean-Marie de Lamennais, prêtre français († 26 décembre 1860).
- 13 septembre : Lucile Messageot, peintre française († 23 mai 1803).

- 7 octobre : Giuseppe Girometti, médailleur et graveur en pierres fines italien († 17 novembre 1851).
- 26 octobre : Alexandre-Évariste Fragonard, peintre et sculpteur français († 11 novembre 1850).
- 28 octobre : Ernst Anschütz, organiste, professeur, poète et compositeur allemand († 18 décembre 1861).

- 3 novembre : Victor Dourlen, compositeur français († 8 janvier 1864).
- 14 novembre : Clemente Folchi, ingénieur et architecte italien († 30 septembre 1868).
- 18 novembre : Franz Clement, violoniste, pianiste et compositeur autrichien, chef d'orchestre au Theater an der Wien († 3 novembre 1842).
- 22 novembre : Conradin Kreutzer, musicien, chef d'orchestre et compositeur allemand († 14 décembre 1849).

- 26 décembre : Mary Somerville, scientifique écossaise († 28 novembre 1872).

- Date inconnue :
  - Benjamin Beaupré, homme d'affaires et homme politique canadien († 27 novembre 1842).
  - François Grzymała, officier et écrivain polonais († 29 janvier 1871).
  - Bernardo de Vera y Pintado, avocat et homme politique espagnol puis argentin et chili en († 27 août 1827).
  - Liberata, femme brésilienne esclavagisée.

## Décès en 1780
- 14 février : Gabriel de Saint-Aubin, peintre, dessinateur et aquafortiste français (° 14 avril 1724).
- 21 février : Francesco Foschi, peintre italien (° 21 avril 1710).

- 11 mars : Philibert-Benoît de La Rue, dessinateur, graveur et peintre de batailles français (° 1718).

- 13 avril : Louis-Antoine Sixe, peintre français (° 3 janvier 1704).

- 10 mai : Étienne Théolon, peintre français (° 1739).
- 11 mai : Nicolás Fernández de Moratín, écrivain et dramaturge espagnol (° 20 juillet 1737).

- 3 août : Étienne Bonnot de Condillac, philosophe, académicien français (fauteuil 31) (° 30 septembre 1714).
- 29 août : Jacques-Germain Soufflot, architecte classique français (° 22 juillet 1713).

- 8 septembre : Jeanne Marie Leprince de Beaumont, écrivain de La Belle et la Bête (° 26 avril 1711).
- 23 septembre : Madame du Deffand, épistolière et salonnière française (° 25 septembre 1697).

- 23 octobre : María Andrea Casamayor, mathématicienne et écrivaine espagnole (° 30 novembre 1720).

- 18 novembre : Matheo Tollis de la Roca, organiste et compositeur de musique baroque (° vers 1710).
- 29 novembre : Marie-Thérèse, impératrice d'Autriche (° 13 mai 1717).

- 22 décembre : James Harris, grammairien, homme politique et philosophe britannique (° 24 juillet 1709).

- Date précise inconnue :
  - Giovanni Battista Cantalupi, peintre italien (° 1732).
  - Luis Meléndez, peintre espagnol (° 1716).
  - John Turner, avocat et homme politique britannique (° 1712).